# Charcas
Charcas — залізний метеорит масою 780000 грам.